# A Varsói Egyetem főkapuja
A Varsói Egyetem főkapuja (lengyelül: Brama Główna Uniwersytetu Warszawskiego) az egyetemi kampusz díszes főbejárata a varsói Krakowskie Przedmieście utcában. A kapu és a fontos egyetemi épületek a 26/28. szám alatt találhatók.

## Története
A Varsói Egyetemet 1816-ban alapították. Kapujának a helyén már korábban is állt egy hasonló építmény, amit 1732-ben II. Ágost lengyel király utasítására Jan Zygmunt Deybel és Joachim Daniel Jauch szász építészek emeltek. E régi, rokokó stílusú kapu emlékét Bernardo Bellotto (más néven: Canaletto), valamint Zygmunt Vogel festők művei őrzik. Tetejét jellegzetes, aranyozott ónból készült nagy glóbusz díszítette. Az építmény 1819-ben még állt, ugyanakkor 1823-ban már építettek egy újabb, szerényebb kaput, de nem az utca vonalában, hanem beljebb az egyetem területén.
A jelenlegi neobarokk stílusú bejáratot Stefan Szyller tervezte 1900-ban. 1911-ben készült el együtt a kampusz főutcájával. 1916-ig koronás A betű díszítette, ami az egyetemalapító I. Sándor (Alekszandr) orosz cárra emlékeztetett. A Lengyel Népköztársaság (RPL) idején, 1952-től 1989-ig, korona nélküli sas volt a tetején. Napjainkban, akárcsak 1916 és 1944 között, az egyetem hivatalos jelképe látható itt. Ez a lengyel címerhez hasonlatosan jobbra néző, koronás sast ábrázol, de 5 csillaggal van övezve, s a címer részben aranyozott. Az öt csillag, az egyetem történetének öt első karát jelképezi.
A kapu két szárnya kovácsoltvasból készült, növényi ornamentika és oroszlánfejek díszítik. Két oldalán fülkékben szobrok állnak. Az egyik Urániának, a kilenc görög múzsa egyikének, a másik Pallasz Athénének, a bölcsesség, a jog, a művészetek, a kézművesség és a képzés istennőjének a szobra. A műveket 1902-ben Zygmunt Langman szobrász készítette ókori mintákat használva, az eredeti alkotások a Vatikáni Múzeum tulajdonában vannak. 1944-ben, a varsói felkelés ideje alatt mindkét szobor súlyosan megrongálódott, és a háború után eltávolították őket. Csak 1982-ben, a rekonstrukciójuk után kerültek vissza eredeti helyükre.
2006–2007 folyamán átépítették a Krakowskie Przedmieście utcát, a korábbi nagy autóforgalmat megszüntetve itt. Az utat díszburkolattal látták el, és a kapuval harmonizáló kovácsoltvas lámpákat állítottak fel utcaszerte.

## Galéria

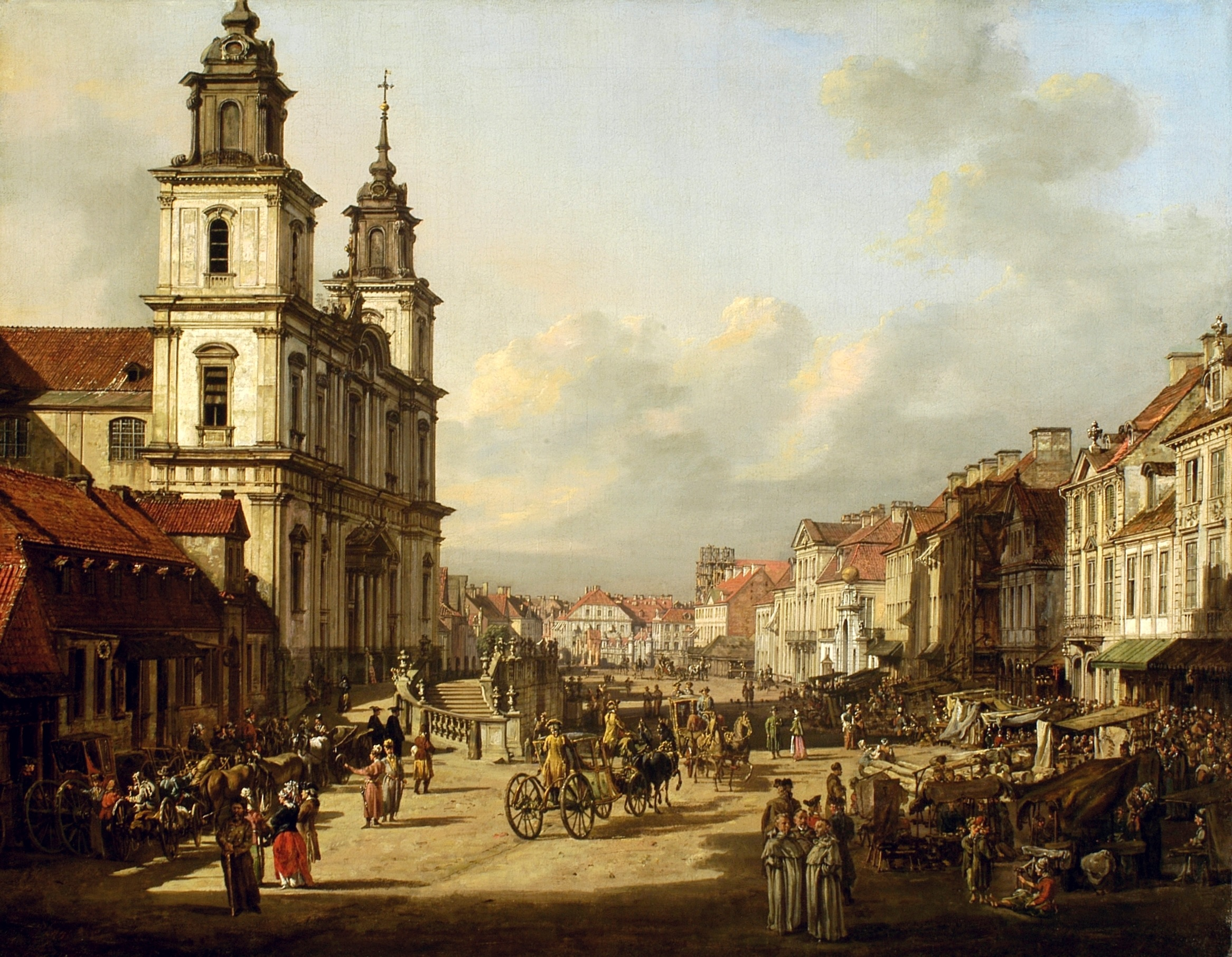
Canaletto: A Krakowskie Przedmieście utca, jobbra a háttérben a régi kapu (1778)
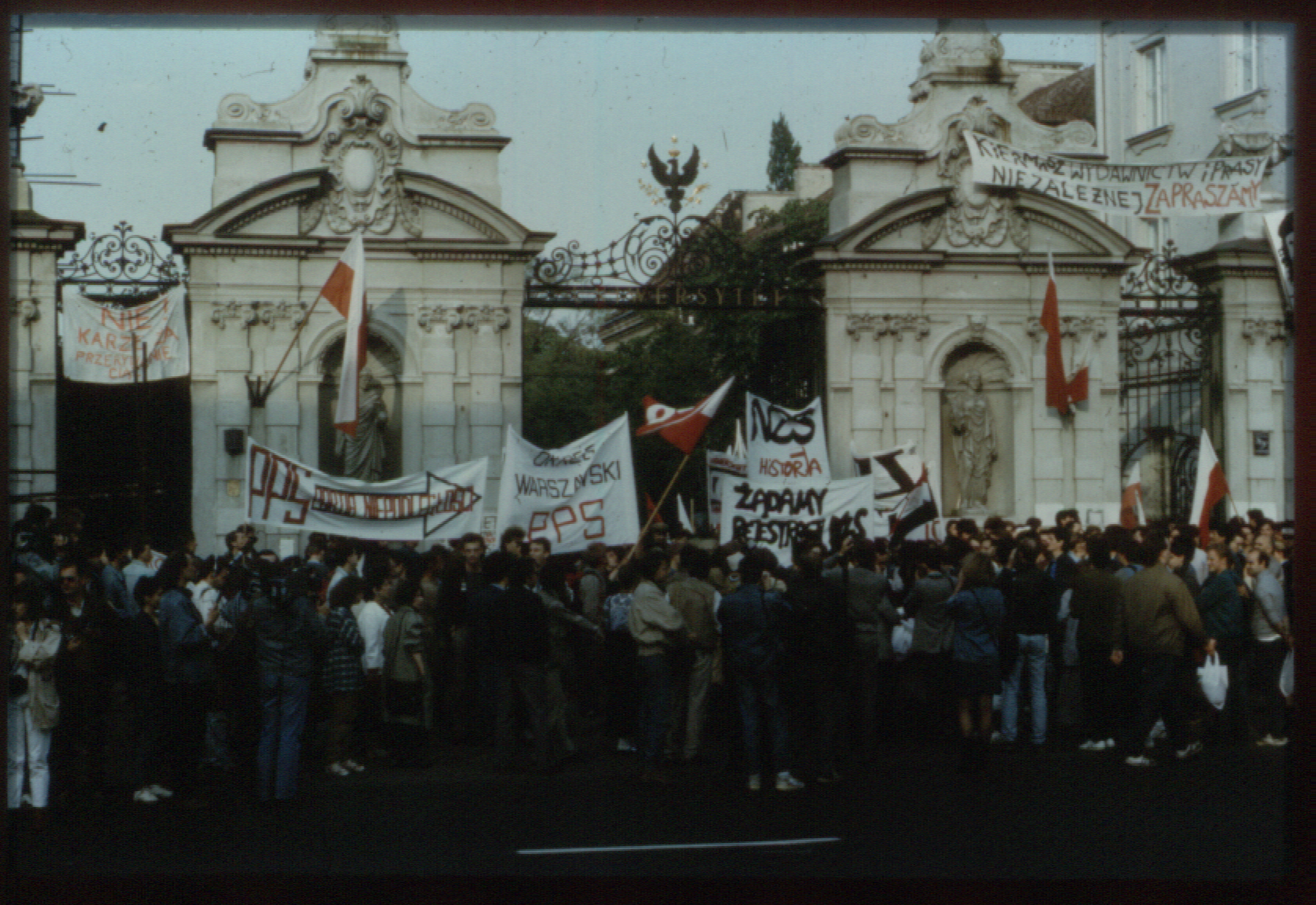
Sztrájkoló egyetemi hallgatók a kapu előtt (1988 májusa)
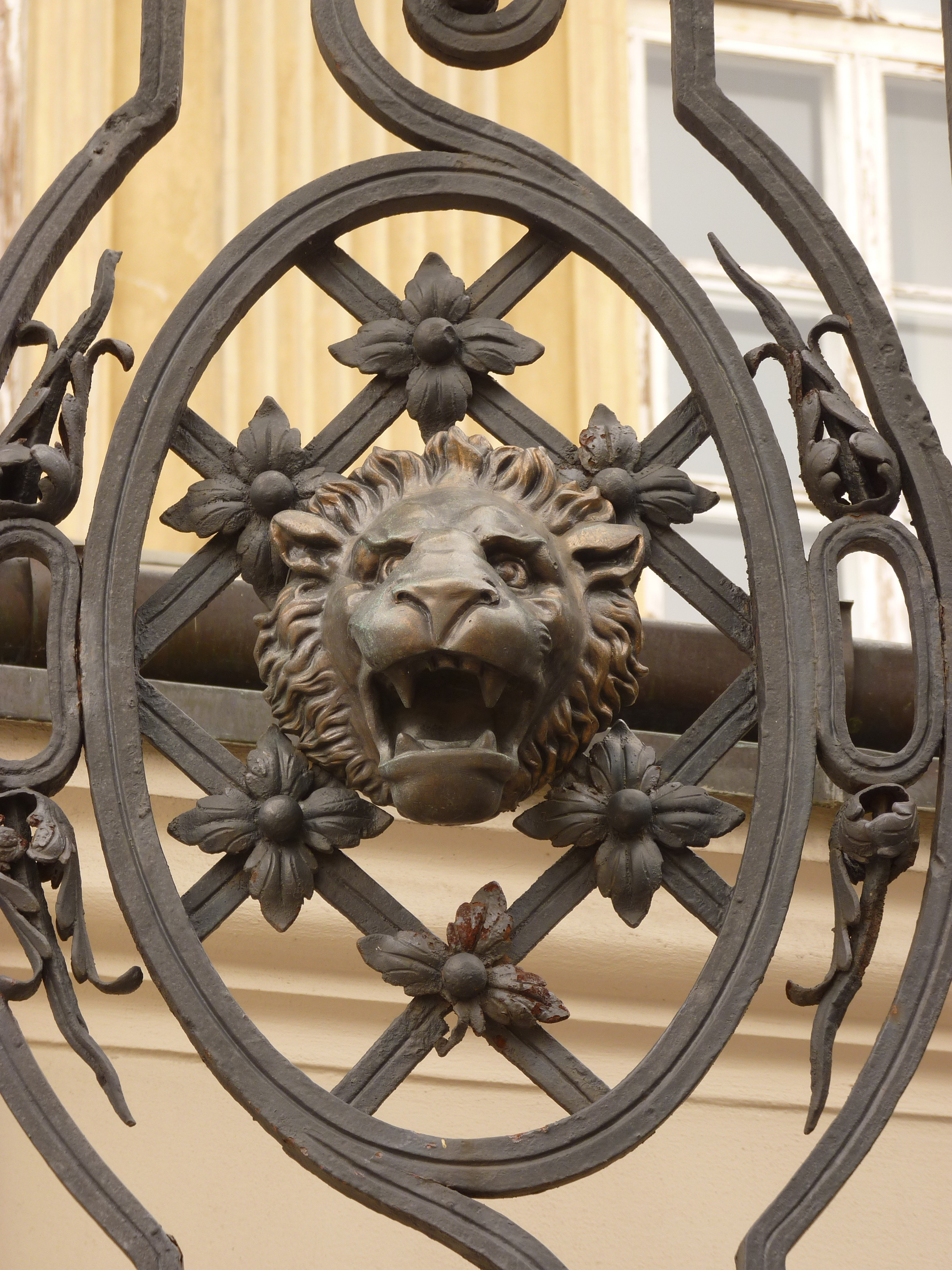
Kovácsolt részlet oroszlánnal
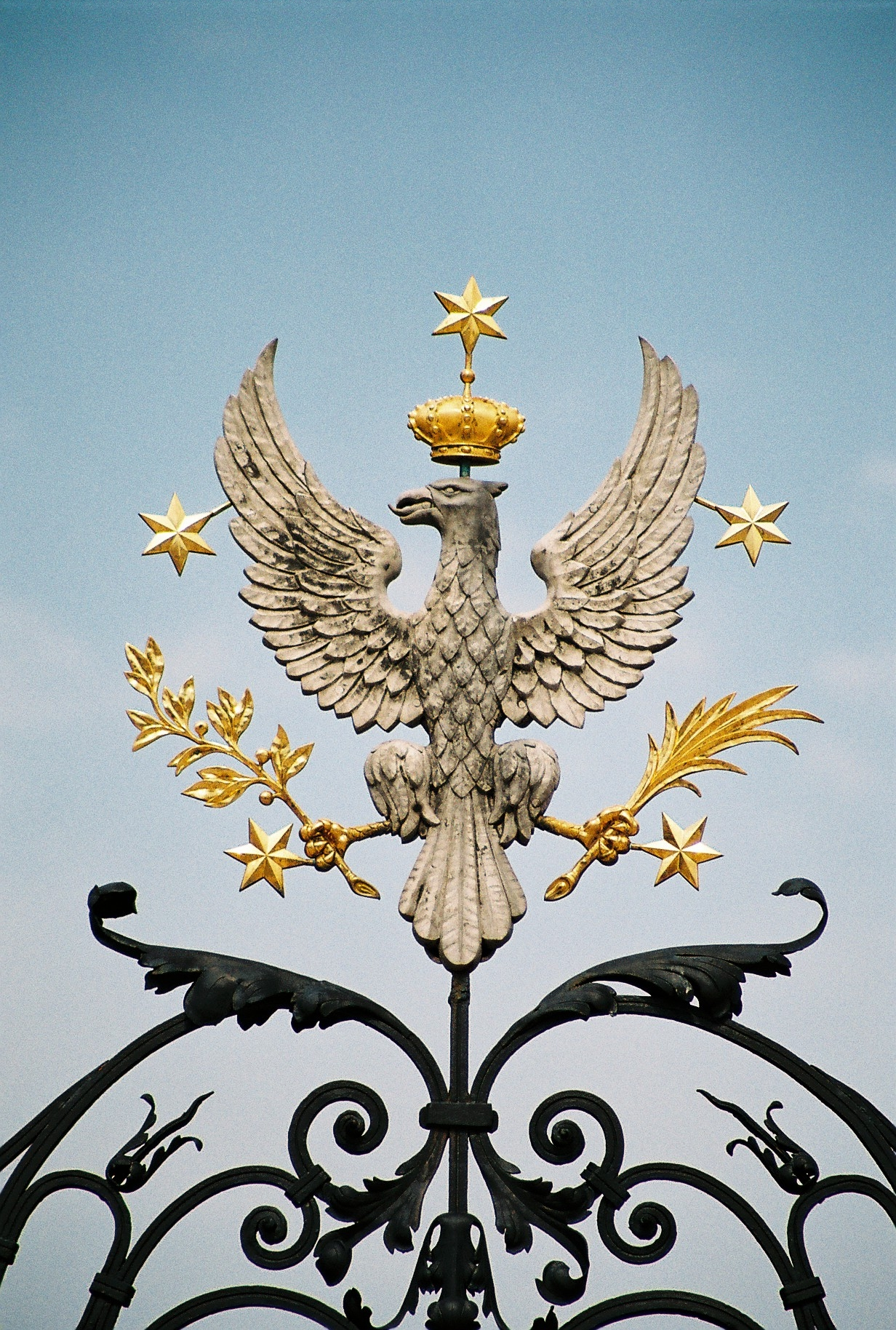
Az egyetem aranyszínű címere
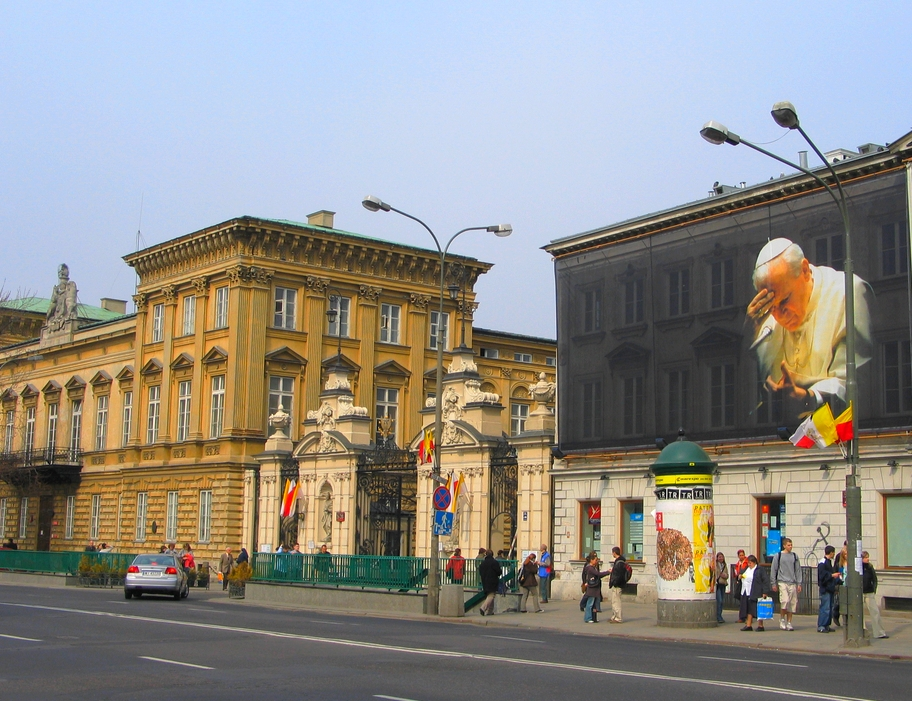
A régi, forgalmas utca szent II. János Pál pápa arcképével (2005)
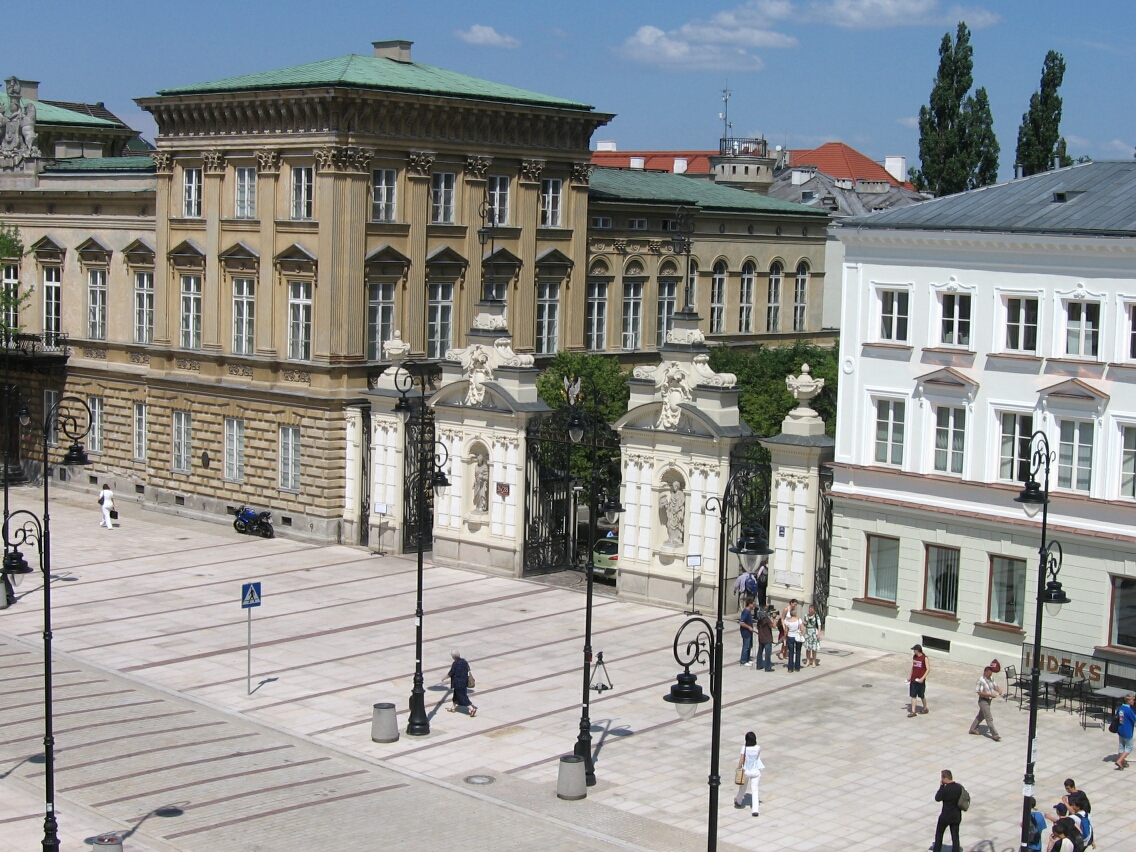
A felújított kapu napjainkban

## Fordítás
- Ez a szócikk részben vagy egészben  a   Brama Główna Uniwersytetu Warszawskiego című lengyel Wikipédia-szócikk ezen változatának fordításán alapul.  Az eredeti cikk szerkesztőit annak laptörténete sorolja fel. Ez a jelzés csupán a megfogalmazás eredetét és a szerzői jogokat jelzi, nem szolgál a cikkben szereplő információk forrásmegjelöléseként.